# Amod
Amod är en ort i Indien.   Den ligger i distriktet Bharūch och delstaten Gujarat, i den västra delen av landet, 900 km sydväst om huvudstaden New Delhi. Amod ligger 16 meter över havet och antalet invånare är 18 742.
Terrängen runt Amod är mycket platt. Runt Amod är det ganska tätbefolkat, med 207 invånare per kvadratkilometer. Närmaste större samhälle är Jambusar, 9,7 km nordväst om Amod. Trakten runt Amod består till största delen av jordbruksmark.